# تانغ جي ياو
تانغ جي ياو (بالإنجليزية: Tang Jiyao) (و. 1883 – 1927 م) هو سياسي من، ولد في تشوجينغ، توفي في كونمينغ، عن عمر يناهز 44 عاماً.